# Vogtland Regional Fernsehen
Das Vogtland Regional Fernsehen (kurz: VRF) war ein privatwirtschaftlich betriebener Fernsehsender im Vogtland. Er wurde am 1. Juli 1994 als Zusammenschluss mehrerer kleinerer Sender der Region gegründet. Nach der Insolvenzanmeldung im August 2015 wurde der Sendebetrieb zum 1. Januar 2016 eingestellt.
Er erreichte nach eigenen Angaben 130.000 Haushalte im Vogtland und Umgebung mit einem wöchentlich neuen zweistündigen Programm, das donnerstags aktualisiert wurde.
Seinen Sitz hatte das Unternehmen in Plauen, der größten Stadt des Vogtlandkreises.